# テスコパール
テスコパールとは日本生まれの繁殖牝馬である。東京優駿（日本ダービー）に優勝したアイネスフウジンを産み、また日本競馬史上3例目となる双子を出産した。

## 経歴
もともと母のムツミパールには長距離型の種牡馬をつける予定だったが、たまたま生産者がテスコボーイの種付け抽選に当選し、スピード豊かな血を掛け合わせることを決意。こうして誕生したのがテスコパールであった。
テスコボーイの血を受けた牝馬は、生まれてすぐに「うちの厩舎に将来預けさせてくれないか」との申し込みがあったが、出生した翌年の1977年に悪性の下痢を発症し、生命の危機に陥った。獣医もサジを投げるほどの重病だったが、生産者の中村吉兵衛が「どうせ助からないなら、うまいものをたくさん食べさせてやりたい」と良質の餌を与え、水を好きなだけ飲ませた（水は生では飲ませられないので、電気湯沸かし器のない時代に一晩中火で煮沸してから冷ました湯を作り続け、それを与えていた）。加えて体にいいとされる薬を買い漁り、飲ませたところ一命を取り留めたが、病気の影響から競走馬としてデビューできず、そのまま繁殖牝馬となった。
1987年に7頭目の産駒として出産したアイネスフウジンが1990年の第57回東京優駿（日本ダービー）を優勝したあと、双子を受胎していることが判明した。競馬界には双子の馬は大成しないというジンクスがあるため、通常双子の受胎が判明した場合には一方の受精卵が潰されるが、発見が遅れたために処置を施す機会を逸し、2頭とも出産することとなった。当時の日本では双子の出産例は過去に2例しかなく、また生まれた双子がダービー馬の兄弟であったことから、この出産は大きな注目を集めた。生まれた双子（いずれも牡馬）は中央競馬所属の競走馬としてデビュー（競走馬名は「リアルポルクス」と「リアルカストール」、双子座の星の名に由来する）したが勝利を挙げることはできなかった。

## 繁殖成績
- 1981年生 イサムゼダーン（牝）（父：ゼダーン）2勝・繁殖牝馬[3]
- 1982年生 カンドウダイテン（牡）（父：インターメゾ）8勝[4]
- 1983年生 （牝）（父：ウィロウィック）[5]
- 1984年生 ウメノアイリーン（牝）（父：ノノアルコ）1勝・繁殖牝馬[6]
- 1985年生 イメージオーギ（牡）（父：ダンサーズイメージ）[7]
- 1986年生 ロカビリーキング（牡）（父：ミシシッピアン）0勝[8]
- 1987年生 アイネスフウジン（牡）（父：シーホーク）8戦4勝（東京優駿優勝）・種牡馬[9]
- 1988年生 シンエイケレリス（牡）（父：ラインゴールド）1勝[10]
- 1989年生 テスコロイヤル（牝）（父：ロイヤルスキー）0勝・繁殖牝馬[11]
- 1990年生 アイネスタッチ（牡）（父：ワッスルタッチ）5勝[12]
- 1991年生 リアルポルクス（牡）（父：ゲイメセン）0勝[13]
- 1991年生 リアルカストール（牡）（父：ゲイメセン）0勝[14]
- 1992年生 クローズアップ（牝）（父：ルション）1勝[15]
- 1993年生 オカノパール（牝）（父：ラシアンルーブル）3勝・繁殖牝馬[16]
- 1997年生 ローレルパール（牝）（父：ミラーズメイト）繁殖牝馬[17]
- 1999年生 テスコツヨシ（牡）（父：タヤスツヨシ）3勝[18]

## 血統表
| テスコパールの血統（テスコボーイ系 / ） | テスコパールの血統（テスコボーイ系 / ）                                     | テスコパールの血統（テスコボーイ系 / ）                                     | （血統表の出典）                                                            | （血統表の出典） |
| 父系                                    | テスコボーイ系                                                              | テスコボーイ系                                                              | テスコボーイ系                                                              | [ § 2 ]          |
| 父 *テスコボーイ Tesco Boy 1963 黒鹿毛  | 父の父Princely Gift 1951 鹿毛                                               | Nasrullah                                                                   | Nearco                                                                      | Nearco           |
| 父 *テスコボーイ Tesco Boy 1963 黒鹿毛  | 父の父Princely Gift 1951 鹿毛                                               | Nasrullah                                                                   | Mumtaz Begum                                                                |                  |
| 父 *テスコボーイ Tesco Boy 1963 黒鹿毛  | 父の父Princely Gift 1951 鹿毛                                               | Blue Gem                                                                    | Blue Peter                                                                  | Blue Peter       |
| 父 *テスコボーイ Tesco Boy 1963 黒鹿毛  | 父の父Princely Gift 1951 鹿毛                                               | Blue Gem                                                                    | Sparkle                                                                     |                  |
| 父 *テスコボーイ Tesco Boy 1963 黒鹿毛  | 父の母Suncourt 1952 黒鹿毛                                                  | Hyperion                                                                    | Gainsborough                                                                | Gainsborough     |
| 父 *テスコボーイ Tesco Boy 1963 黒鹿毛  | 父の母Suncourt 1952 黒鹿毛                                                  | Hyperion                                                                    | Selene                                                                      |                  |
| 父 *テスコボーイ Tesco Boy 1963 黒鹿毛  | 父の母Suncourt 1952 黒鹿毛                                                  | Inquisition                                                                 | Dastur                                                                      | Dastur           |
| 父 *テスコボーイ Tesco Boy 1963 黒鹿毛  | 父の母Suncourt 1952 黒鹿毛                                                  | Inquisition                                                                 | Jury                                                                        |                  |
| 母 ムツミパール 1965 鹿毛               | 母の父*モンタヴァル Montaval 1953 鹿毛                                      | Norseman                                                                    | Umidwar                                                                     | Umidwar          |
| 母 ムツミパール 1965 鹿毛               | 母の父*モンタヴァル Montaval 1953 鹿毛                                      | Norseman                                                                    | Tara                                                                        |                  |
| 母 ムツミパール 1965 鹿毛               | 母の父*モンタヴァル Montaval 1953 鹿毛                                      | Ballynash                                                                   | Nasrullah                                                                   | Nasrullah        |
| 母 ムツミパール 1965 鹿毛               | 母の父*モンタヴァル Montaval 1953 鹿毛                                      | Ballynash                                                                   | Ballywellbroke                                                              |                  |
| 母 ムツミパール 1965 鹿毛               | 母の母マサリュウ 1955 鹿毛                                                  | トサミドリ                                                                  | *プリメロ                                                                   | *プリメロ        |
| 母 ムツミパール 1965 鹿毛               | 母の母マサリュウ 1955 鹿毛                                                  | トサミドリ                                                                  | *フリッパンシー                                                             |                  |
| 母 ムツミパール 1965 鹿毛               | 母の母マサリュウ 1955 鹿毛                                                  | ユキツキ                                                                    | クモハタ                                                                    | クモハタ         |
| 母 ムツミパール 1965 鹿毛               | 母の母マサリュウ 1955 鹿毛                                                  | ユキツキ                                                                    | スターライト F-No.4-d                                                       |                  |
| 母系(F-No.)                             | 4号族(FN:4-d)                                                               | 4号族(FN:4-d)                                                               | 4号族(FN:4-d)                                                               | [ § 3 ]          |
| 5代内の近親交配                         | Nasrullah3×4=18.75%、Blandford5×5×5=9.38%、Pharos(Fiarway)5×5=6.25%（父内） | Nasrullah3×4=18.75%、Blandford5×5×5=9.38%、Pharos(Fiarway)5×5=6.25%（父内） | Nasrullah3×4=18.75%、Blandford5×5×5=9.38%、Pharos(Fiarway)5×5=6.25%（父内） | [ § 4 ]          |
| 出典                                    | 1. 2. 3. 4.                                                                 | 1. 2. 3. 4.                                                                 | 1. 2. 3. 4.                                                                 | 1. 2. 3. 4.      |